# شيلدون غاردنر
شيلدون غاردنر (بالإنجليزية: Sheldon Gardner)‏ هو عالم نفس أمريكي، ولد في 1934، وتوفي في 2005.